# Acrotylus mossambicus
Acrotylus mossambicus är en insektsart som beskrevs av Brancsik 1893. Acrotylus mossambicus ingår i släktet Acrotylus och familjen gräshoppor. Inga underarter finns listade i Catalogue of Life.